# 15986 Fienga
15986 Fienga este un asteroid din centura principală de asteroizi.

## Descriere
15986 Fienga este un asteroid din centura principală de asteroizi. A fost descoperit pe 7 decembrie 1998 la Caussols, în cadrul proiectului ODAS. Asteroidul prezintă o orbită caracterizată de o semiaxă mare de 2,70 ua, o excentricitate de 0,23 și o înclinație de 2,6° în raport cu ecliptica.